# برگ‌سنجدی
برگ‌سنجدی نام رنگی است به رنگ برگ سنجد که از خانوادهٔ رنگ سبز است.
برای تهیهٔ این رنگ از این مواد بهره می‌گیرند:
نیل، سود، هیدروسولفیت، زاج پتاسیم (زاج سفید)، روناس و اسپرک.
از این رنگ در صنعت قالی‌بافی ایران استفاده می‌شود.